# Kashan
Kashan (en persa: کاشان‎), también transliterado Kachán) es una ciudad de la provincia de Isfahán en Irán. Tenía una población estimada de 272 359 habitantes en 2005.
La etimología del nombre de la ciudad viene de la palabra persa kashi, que significa azulejo. Kashan es el primero de una serie de grandes oasis a lo largo de la carretera que va de Qum a Kermán, por el borde de los desiertos centrales de Irán. Su encanto se debe, pues, principalmente, al contraste entre las inmensidades resecas del desierto y el verdor del oasis. 

## Historia

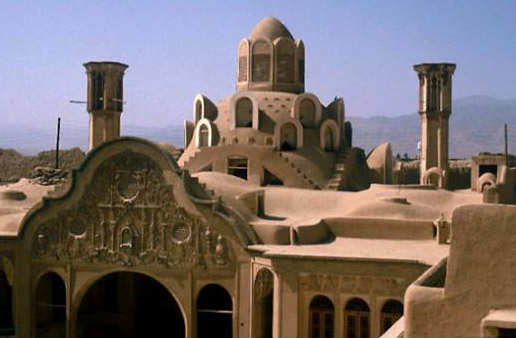
Casa de Borujerdi, construida en 1857

Los descubrimientos arqueológicos en las colinas de Sialk que queda a unos 4 kilómetros al oeste de Kashan revelan que esta región fue uno de los primeros centros de civilización en la época Prehistórica. Por lo tanto, Kashan se remonta al periodo elamita de Irán. El zigurat de Sialk aún permanece en pie hoy en los suburbios de Kashan después de 7000 años.
Los objetos descubiertos en Sialk se encuentran en el Louvre (París) y en el Museo Metropolitano de Arte de Nueva York y el Museo Nacional de Irán.
Según algunos relatos, pero no todos, Kashan sería el origen de los Reyes Magos que siguieron la estrella que los guio a Belén para testimoniar el nacimiento de Jesús, tal como se relata en los Evangelios. Con independencia de la validez histórica de esta historia, la atribución de Kashan como lugar del que serían originarios acredita el prestigio de la ciudad en la época en que se comenzó a narrar la historia. 
Una de las atracciones de la ciudad es la tumba de Abu-Lu'lu'ah/Pirouz Nahāvandi, el soldado persa que fue esclavizado por los conquistadores islámicos y con el tiempo asesinado por el califa Umar ibn al-Jattab en 644.
El sultán Malik Shah I de la dinastía selyúcida ordenó la construcción de una fortaleza en medio de Kashan en el siglo XI. Las paredes de la fortaleza, llamada Ghal'eh Jalali, aún permanecen en pie.
Kashan también fue un lugar de recreo para los reyes safávidas. Bagh-e Fin (Jardín Fin), específicamente, es uno de los más famosos jardines de Irán, con piscina y huertos, diseñado para el sah Abás I como una visión clásica persa del Paraíso. Los edificios originales safávidas han sido reemplazados, en gran parte, y reconstruidos en la época Kayar aunque el esquema de árboles y recipientes de mármol es próximo al original. El jardín en sí, sin embargo, fue fundado por vez primera hace 7000 años junto el Cheshmeh-ye Soleiman. También es famoso como lugar del asesinato de Mirza Taghi Khan conocido como Amir Kabir, canciller de Nasereddín Shah, rey de Irán en 1852.

## Patrimonio agrícola mundial
El sistema de riego mediante túneles denominado qanat, en Kashan, forma parte de los Sistemas Importantes del Patrimonio Agrícola Mundial (SIPAM), por su contribución durante casi tres mil años a garantizar la subsistencia de los granjeros y agricultores de la región. Un qanat consiste en una galería subterránea horizontal alimentada por una fuente constante de agua, un manantial, y conectada con el exterior por una serie de pozos. En Kashan, el 75 % del agua se obtiene mediante qanats. En Kashan se cultivan unas 7000 ha de regadío por este sistema que producen granadas, rosas, almendras, ciruelas, nueces, albaricoques, viñas, pistachos, membrillos, olivas, manzanas, cerezas, higos, azafrán, peras, melocotones y caquis.

## Galería de imágenes

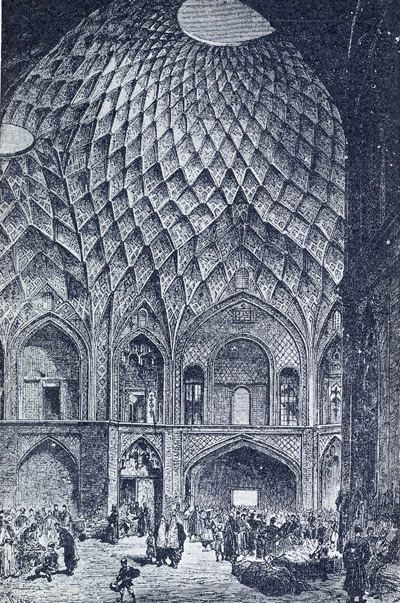
Teemcheh-e Amin o Dowleh, bazar de Kashan, años 1800. Arquitectos persas usaron estas estructuras para disminuir las temperaturas de forma natural, regular la luz solar y ventilar los espacios interiores durante el día.
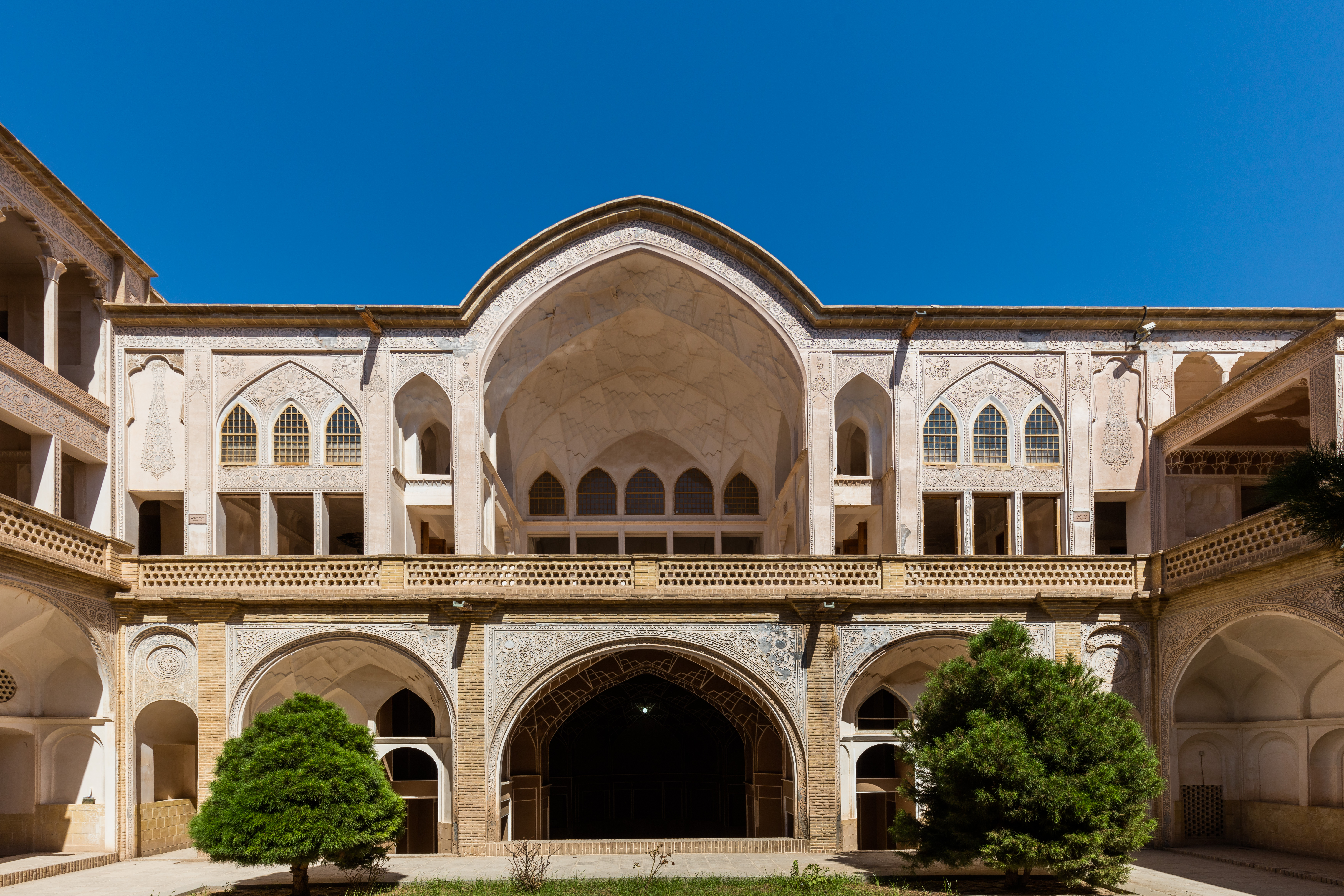
Casa histórica de Abbasí
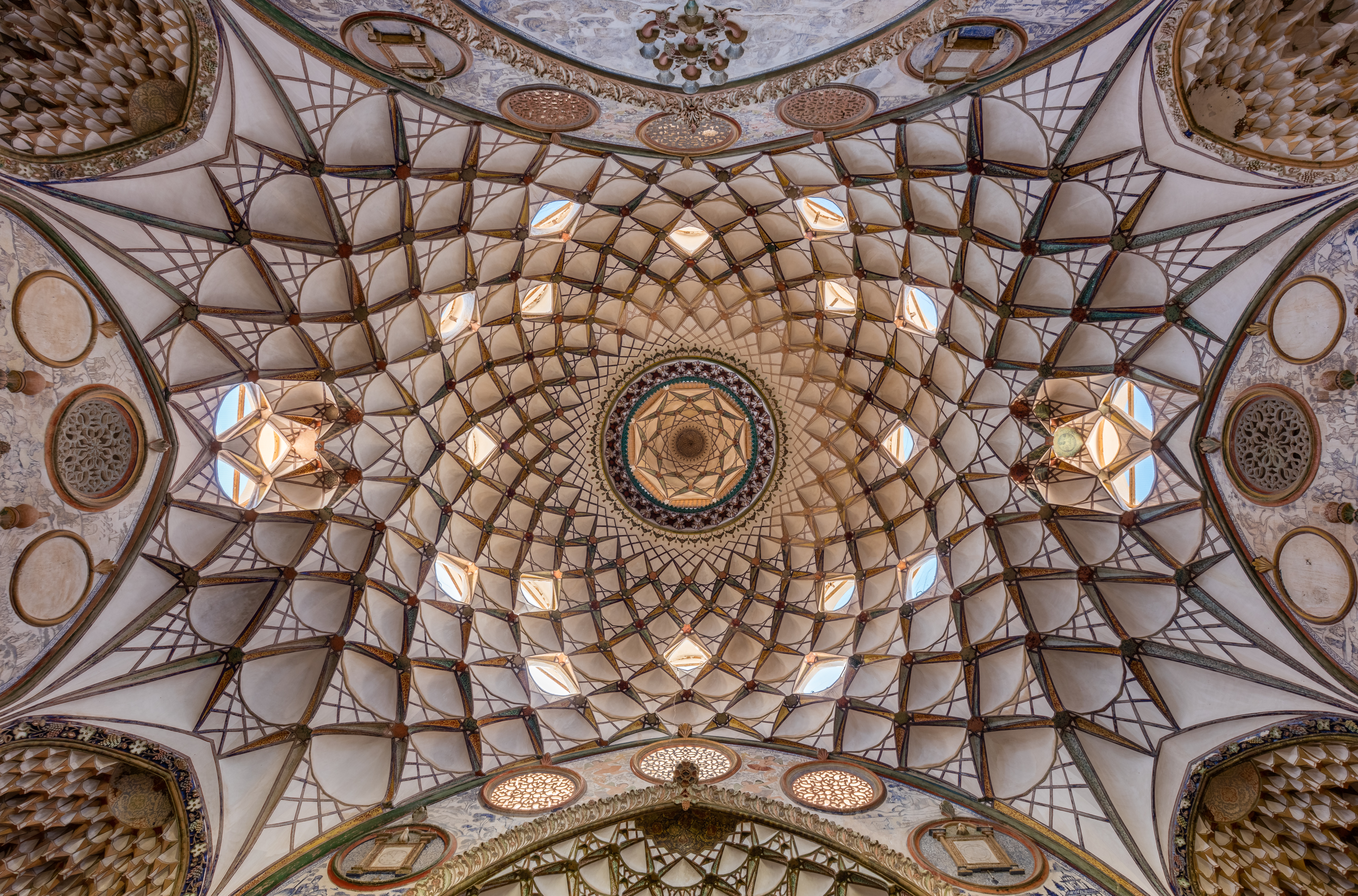
Techo de la casa histórica de Boroujerdi.
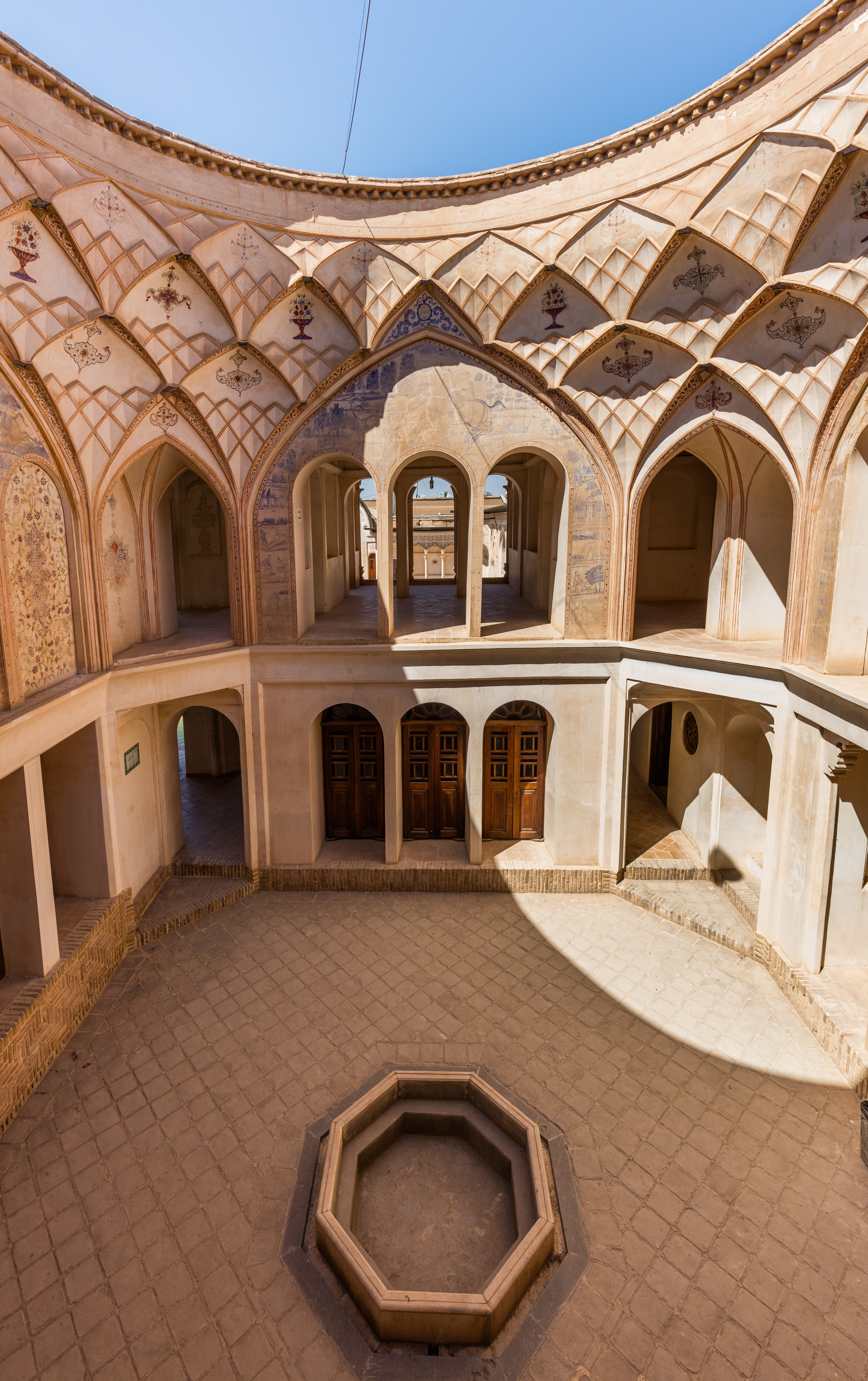
File:Casa histórica de Tabatabaei
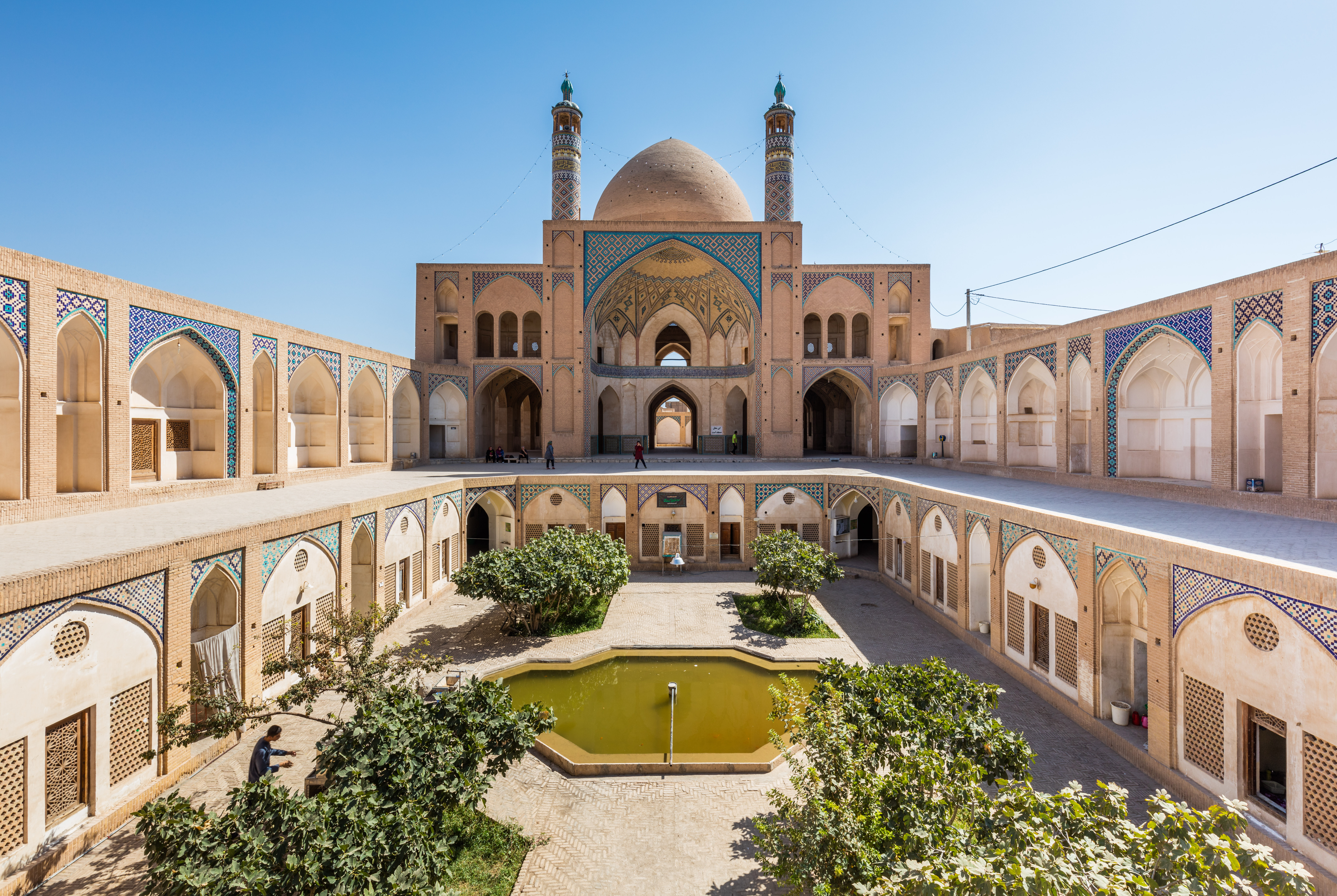
Mezquita de Agha Bozorg
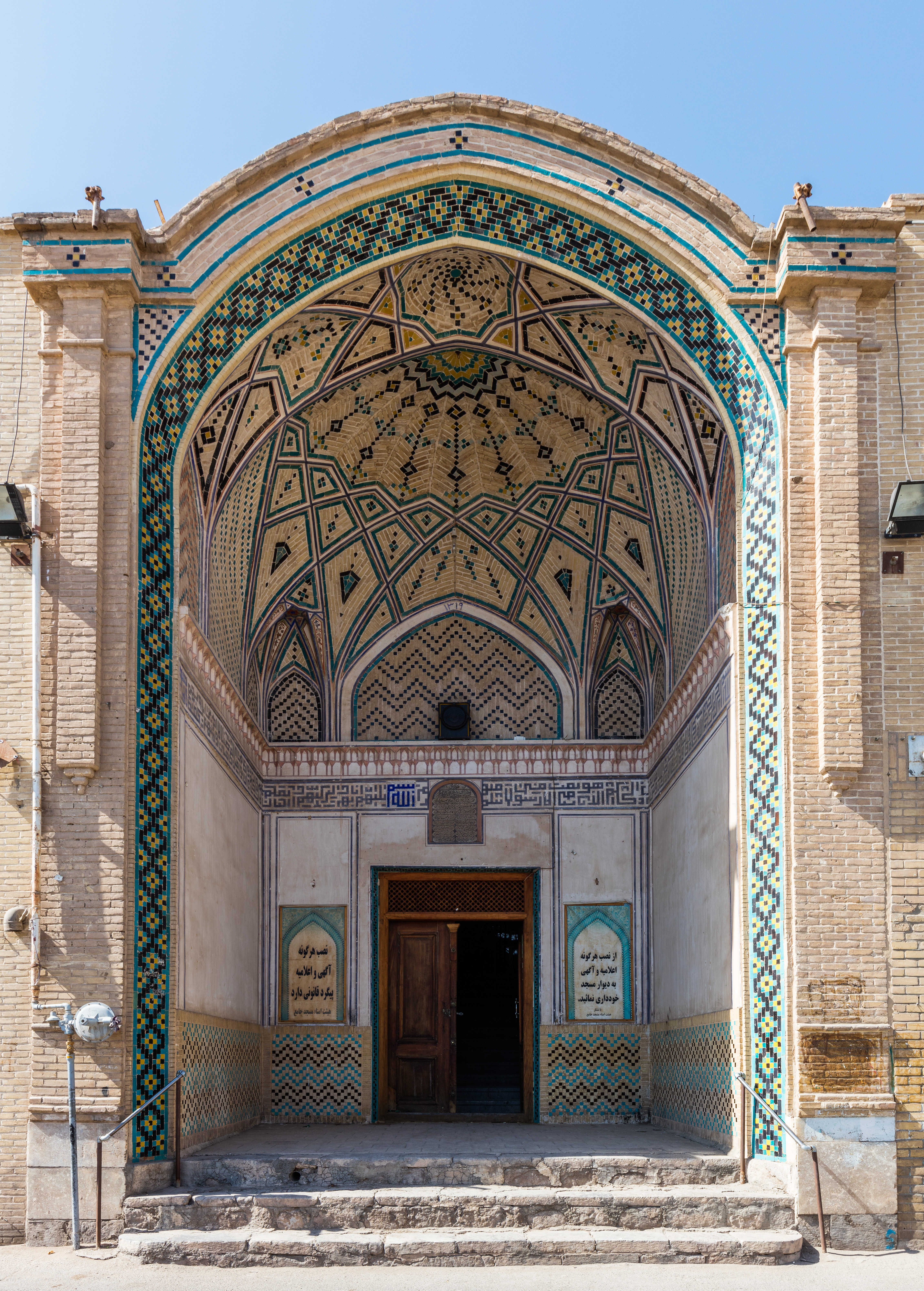
Mezquita del Viernes
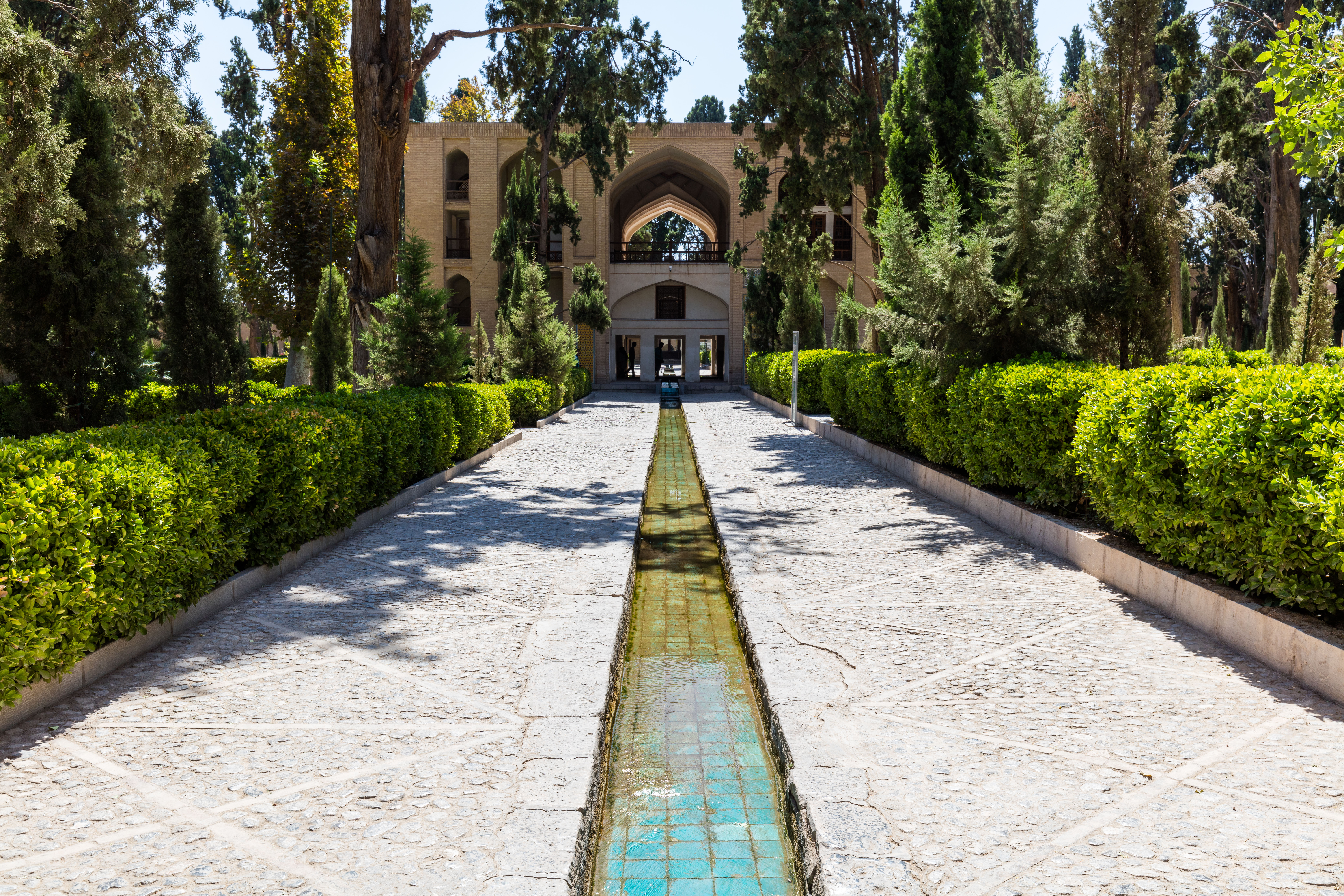
Jardín de Fin